# بوبي لاين
بوبي لاين (بالإنجليزية: Bobby Layne)‏ هو لاعب كرة قاعدة أمريكي، ولد في 19 ديسمبر 1926 في مقاطعة كولمان في الولايات المتحدة، وتوفي في 1 ديسمبر 1986 في لوبوك في الولايات المتحدة.

## وصلات خارجية
- بوبي لاين على موقعبيزبول رفرنس.كوم (الدوري الثانوي) (الإنجليزية)
- بوبي لاين على موقع مرجع كرة القدم المحترفة.كوم (الإنجليزية)
- بوبي لاين على موقع كلية كرة القدم في سبورتس رفرنس.كوم (الإنجليزية)
- بوبي لاين على موقع الموسوعة البريطانية (الإنجليزية)
- بوبي لاين على موقع إن إن دي بي (الإنجليزية)